# Liste asiatischer Eisenbahngesellschaften
Die Liste asiatischer Eisenbahngesellschaften enthält bestehende und ehemalige Eisenbahngesellschaften in Asien.

## Armenien
- Hajkakan Jerkatughi (Հայկական Երկաթուղի փբը)
- Harawkowkasjan Jerkatughi (Հարավկովկասյան Երկաթուղի)

## Aserbaidschan
- Azərbaycan Dövlət Dəmir Yolu (ADDY)

## Bangladesh
- Bangladesh Railway (BR)

## China
- China Railways
- China Railway Group
- Daqin Railway
- Guangshen Railway
- Kowloon-Canton Railway
- Mandschurische Staatsbahn
- MTR Hong-Kong
- Ostchinesische Eisenbahn
- Shanghai-Nanking Railway
- Südmandschurische Eisenbahn
- Zhung Guo Tie Lu

## Georgien
- Sakartwelos Rkinigsa/Georgian Railway (SR/GR) (საქართველოს რკინიგზა - სრ)

## Indonesien
- Kereta Api
- Nederlandsch-Indische Staatsspoorwegen (frühere Staatsbahn)

## Irak
- Iraqi Republic Railways Establishmen

## Iran
- Eisenbahngesellschaft der Islamischen Republik Iran (RAI oder IRIR)

## Israel
- Israel Railways

## Japan
Die privatisierte und aufgeteilte Japanische Staatsbahn (jap. Nihon Kokuyū Tetsudō):
- Japan Railways Group (JR Group) bestehend aus
  - Central Japan Railway Company (Tōkai Ryokaku Tetsudō K.K.)
  - East Japan Railway Company (Higashi-Nihon Ryokaku Tetsudō K.K.)
  - Hokkaido Railway Company (Hokkaido Ryokaku Tetsudō K.K.)
  - Kyushu Railway Company (Kyūshū Ryokaku Tetsudō K.K.)
  - Shikoku Railway Company (Shikoku Ryokaku Tetsudō K.K.)
  - West Japan Railway Company (Nishi-Nihon Ryokaku Tetsudō K.K.)
  - Japan Freight Railway Company (Nihon Kamotsu Tetsudō K.K.)

Die 16 großen Privatgesellschaften (ōte 16-sha):
- Hankyu Corp. (Hankyū Dentetsu K.K.)
- Hanshin Electric Railway Co., Ltd. (Hanshin Denki Tetsudō K.K.)
- Keihan Electric Railway Co., Ltd. (Keihan Denki Tetsudō K.K.)
- Keihin Electric Express Railway Co., Ltd. (Keikyū K.K.)
- Keio Corp. (Keiō Dentetsu K.K.)
- Keisei Electric Railway Co., Ltd. (Keisei Dentetsu K.K.)
- Kintetsu Corp. (Kintetsu K.K.)
- Nagoya Railroad Co., Ltd. (Meitetsu)
- Nankai Electric Railway Co., Ltd. (Nankai Denki Tetsudō K.K.)
- Nishi-Nippon Railroad Co., Ltd. (Nishi-Nippon Tetsudō K.K.)
- Odakyu Electric Railway Co., Ltd. (Odakyū Dentetsu K.K.)
- Sagami Railway Co., Ltd. (Sagami Tetsudō K.K.)
- Seibu Railway Co., Ltd. (Seibu Tetsudō K.K.)
- Tobu Railway Co., Ltd. (Tōbu Tetsudō K.K.)
- Tokyo Metro Co., Ltd. (Tōkyō Chikatetsu K.K.)
- Tokyu Corp. (Tōkyū Dentetsu K.K.)

## Kambodscha
- Royal Railways Cambodia (RRC)

## Kasachstan
- Kasachstan Temir Scholy (KTZ)

## Katar
- Qatar Rail (RAIL) Eisenbahngesellschaft im Aufbau

## Kirgisistan
- Kyrgys Temir Dscholy

## Libanon
- Chemin de fer de l’État Libanais

## Malaysia
- Keratapi Tanah Melayu (KTM)

## Mongolei
- Mongolyn Tömör Sam (MTZ)

## Myanmar
- Burma Railways (BR)
- Myanmar Railways (MR)
- Thailand-Burma-Eisenbahn (auch nur Burma Railway)

## Nepal
- Nepal Government Railway
- Nepal Railways

## Nordkorea
- Chosŏn Minjujuŭi Inmin Konghwagukŭi Ch'ŏlto

## Pakistan
- Pakistan Railways

## Philippinen
- Philippine National Railways

## Russland
- Rossijskije schelesnyje dorogi (RŽD)

## Saudi-Arabien
- Saudi Railway Organisation (SRO)

## Sri Lanka
- Sri Lanka Railways (SLR)

## Südkorea
- Korail

## Syrien
- Administration Generale des Chemins de Fer Syriens (CFS)

## Thailand
- State Railway of Thailand (SRT)

## Türkei
- Türkiye Cumhuriyeti Devlet Demiryolları (TCDD)

## Turkmenistan
- TDÝ

## Usbekistan
- Oʻzbekiston Temir Yoʻllari

## Vietnam
- Đường sắt Việt Nam (VNR)

## Zypern
Cyprus Government Railway (CGR)
Cyprus Mines Corporation Mineral Railway (CMC)